# Cock of the Air

Cock of the Air é um filme de comédia produzido nos Estados Unidos, dirigido por Tom Buckingham e lançado em 1932.